# Intendance militaire (France)
Pour un article plus général, voir Intendance militaire.
L’intendance militaire (parfois raccourci en intendance) était le nom d'un service de l'armée de terre métropolitaine française, actif entre 1817 et 1983, chargé de l'administration générale de cette armée. Il existait aussi, jusqu'en 1969, un service de l'intendance coloniale, ou intendance des troupes de marine.

## Histoire

### Création
L'origine du nom d'intendant est du XVIe siècle, et dérive du latin médiéval superintendentia (surveillance). 
Par une ordonnance du roi Louis XVIII de France du 29 juillet 1817, le « corps des inspecteurs aux revues et des commissaires des Guerres » est supprimé. Le corps d'intendance militaire qui coexistait reprend toutes les charges dévolues au corps des commissaire des guerres. 
C’est la première fois que l’expression intendant militaire est employée et appliquée à la fois à l’emploi et au grade. Leurs fonctions sont sensiblement celles des commissaires des guerres, réduites de certaines attributions comme la police et la discipline des troupes, ou le contrôle du service de recrutement. 
À cette époque, quatre services se trouvent sous l’autorité des intendants : les hôpitaux, qui constitueront, en 1882 un service de santé autonome, les subsistances, l’habillement et les bureaux, qui, ensemble, formeront, à la même date, le Service de l’Intendance après avoir perdu progressivement leur relative autonomie.
En 1830, un bataillon d’ouvriers d’administration est mis sur pied pour l’expédition d’Alger, c’est durant cette campagne que s’illustra l’Intendant Général Baron Denniée. Ce bataillon est l’ancêtre des sections de commis ouvriers militaire d’administration qui seront jusqu’à nos jours les unités formant corps de l’Intendance et du Commissariat. Durant cette même période apparaissent les corps de subsistance (1825), de l’habillement (1830) et des commis entretenus des bureaux (1838), tous rapidement militarisés. En 1833, un décret crée le corps des officiers d’administration. Pendant cette période les attributions confiées aux intendants se développent. L’ordonnance du 28 février 1838 institue le corps des officiers d’administration puis le corps d’administration des bureaux de l’intendance militaire, issu de celui des commis entretenus.
Sous le Second Empire, confirmant la tendance précédente, les attributions des intendants continuent de s’étendre de sorte qu’à la veille de la guerre de 1870, les intendants militaires dirigent les services administratifs au sens large, services des subsistances, de l’habillement, des hôpitaux. Ils contrôlent les actes administratifs de l’artillerie, du génie, des poudres et ce, dans une totale indépendance vis-à-vis du commandement. Pourvoyeur des besoins des troupes tels qu’ils sont exprimés par le chef militaire, il contrôle également l’utilisation optimale des ressources. On commet cependant l’erreur de confondre les attributions purement administratives de celles de contrôle. Ainsi, pour certaines d’entre elles, l’intendant est dépendant du commandement (en tant que pourvoyeur), alors que pour d’autres comme le contrôle, il est indépendant.
Le système pourtant fonctionne mais certains remarquent que si le commandement  ignore systématiquement l’intendance en temps de paix, il ne saura pas l’utiliser en temps de guerre. En effet, elle est indépendante en temps de paix mais subordonnée en temps de guerre, mais
rien n’est prévu pour le passage du temps de paix au temps de guerre. La doctrine d’emploi du service de l’intendance reste à établir. Ce constat simple va prendre toute sa dimension à travers le désastre de 1870.
La cinglante défaite de 1870 a en grande partie été imputée à la faillite du corps de l’intendance. Pourtant, la responsabilité de l’intendance dans la défaite de 1870 n'est nullement prouvée. Ainsi, en 1881, le ministre de la guerre déclarait au Sénat : 
« On a accusé tout le monde de la défaite et on a fini par faire porter toutes les accusations sur le corps qui, certainement, était le plus innocent de ces malheurs. Ce qu’il faut accuser, ce n’est pas le système administratif, c’est le système gouvernemental et son défaut absolu de prévoyance ».
L’impréparation de la guerre, le manque complet de liaison entre le commandement et les services sont autant de manquements qui contribuèrent indubitablement à la défaite d’où la nécessité de réformes. 
La loi du 24 juillet 1873 relative à l’organisation de l’armée pose quelques principes qui tentent de pallier ces défauts : 
- la permanence de la préparation de l’armée doit être assurée ;
- la stabilité des effectifs et des cadres est prônée ;
- la mobilisation de l’armée doit être rapide ;
- les services demeurent subordonnés au commandement ;
- le contrôle doit être indépendant.

La loi du 13 mars 1875 va consacrer le « cours de Vincennes » en l’élevant au rang d’École militaire sous le nom d’École d’Administration militaire (EAM). Les élèves officiers reçoivent une formation de plus en plus complète. À la formation aux techniques propres à l’intendance, s’ajoutent une formation administrative et comptable générale et une formation militaire qui tient une grande place. Dès lors, les officiers d’administration forment un corps solide, homogène, « apte à servir dans le sens le plus élevé du mot » comme le dira le Général Dosse, membre du Conseil supérieur de la guerre, dans un discours prononcé en 1937 à l’occasion de la remise de son drapeau à l’École d’Administration Militaire.
Tirant les leçons de l’histoire, une grande réforme de l’administration militaire française se prépare et se concrétise par la loi du 16 mars 1882. La réflexion consécutive à la défaite de 1870 est à l’origine d’une profonde réforme de l’organisation des armées (loi du 24 juillet 1873) et de la définition des nouvelles conditions de son soutien, qui seront consacrées par la loi du 16 mars 1882. Il s’agit d’un texte fondamental marquant le fondement légal de l’action des commissaires de l’armée de terre qui n’a été modifié qu’en 1934 en ce qui concerne la surveillance administrative par délégation du général commandant la région militaire.
Dans le nouvel arsenal juridique qui se complètera peu à peu, l’administration militaire est subordonnée au commandement du corps d’armée ou de la région militaire. Sous son autorité, l’Intendance reste chargée de toute l’administration financière et de tout ce qui concerne la logistique de l’homme. C’est aussi par délégation du commandement que les intendants exercent la surveillance administrative et sur son ordre qu’ils passent les revues d’effectifs.
À la veille de la première guerre mondiale, les officiers d’administration forment un corps solide et homogène.
L’ampleur des effectifs mobilisés durant la Grande guerre porte les tâches de l’Intendance à un niveau jamais atteint. De cette période émerge la personnalité de l’Intendant général Louis Adrian qui se préoccupe avec attention du sort du combattant. Il invente la cuirasse abdominale, la baraque et le célèbre casque qui donnera au Poilu sa silhouette légendaire. Durant cette période, le service de l’intendance crée le « ravitaillement national » et améliore le service des pensions. 
On peut également citer l’action d’André Grandclément, qui est Intendant au Maroc sous les ordres de Lyautey et a œuvré pour le ravitaillement en vivres de la métropole.
Durant la Seconde Guerre mondiale, l’intendance partage les vicissitudes des armées françaises en Norvège, dans les déserts d’Afrique, avec les soldats de Leclerc, et avec le corps expéditionnaire d’Italie, y prolongeant la puissante logistique américaine. Dans le même temps, en France occupée, des intendants, privés de leurs attributions militaires, sont mis à la disposition des préfets pour assurer le ravitaillement des populations. Plus d’un profiteront de cette fonction pour tromper les réquisitions allemandes et ravitailler le maquis. 
Après la Libération, l’Intendance exécute ses missions avec la même ardeur au profit des combattants engagés en Indochine et en Algérie. Sur le territoire métropolitain, elle met en œuvre un service d’aide aux forces alliées. Au regard de l’action menée à l’époque coloniale, des intendants tels que Baratier au Tonkin ou Thoumazou à Madagascar, participent à toutes les campagnes coloniales où ils œuvrent pour les populations locales. Cette mission est confiée, en 1900, au Commissariat colonial, qui devient, l’année suivante, Commissariat des troupes coloniales, pour devenir après divers changements d’appellation, le Service de l’Intendance des troupes d’Outre-Mer en 1958. L’Intendance des troupes de marine est subordonnée au commandement du corps d’armée ou de la région militaire puis fondue en 1966 dans un service unique, l’Intendance militaire.

### Évolution
Créé en 1817, le corps de l'Intendance militaire comprend, en 1856 un total de 264 « fonctionnaires » (en fait des militaires), dont huit intendants généraux inspecteurs, 26 intendants militaires, 150 sous-intendants et 80 adjoints. Il est profondément réformé après la défaite de Sedan, en 1870.

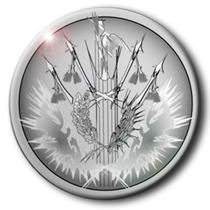
Insigne du CAT.

Le 1er janvier 1984, le service disparaît en prenant le nom de commissariat de l'Armée de terre (ou CAT), dans un souci d’harmoniser ses missions avec celles du Commissariat de la marine et de l’Air. 
Le Commissariat de l’armée de Terre, qui, héritier des attributions générales du service de l’Intendance, étend ses missions par la prise en compte des fonctions de direction administrative et financière des corps de troupe. Le Commissariat s’investit également sur les théâtres d’opérations extérieures et dans des missions sous l’égide des Nations unies dans lesquelles des troupes françaises sont engagées. En 1991, la Réforme Armée 2000 renforça son autonomie de gestion.           
Au 1er janvier 2010, le CAT est dissous dans la création du Service du Commissariat des Armées (SCA).

## Fonctionnement
L'intendance était dirigée par des intendants généraux (officiers généraux) et des intendants militaires (officiers). Il s'agissait du service chargé de tout ce qui concerne l'administration, le ravitaillement, l'habillement et le soutien des armées (et plus précisément les services de la solde, des subsistances, de l'habillement, du campement, des harnachements, des marches, des transports et des lits militaires). Il ordonnait et vérifiait également les dépenses des corps de troupe.
En matière de ravitaillement, le personnel comptait des cantiniers et cantinières gérant les cantines.

## «L'intendance suivra»
L'expression du général de Gaulle « L'intendance suivra » serait une réplique historique à l'un de ses officiers qui s'inquiétait des contraintes pratiques de sa stratégie. Elle s'emploie aujourd'hui pour signifier que les moyens devront s'adapter, coûte que coûte, à la décision du commandement. Toutefois, la référence est contestée, le général lui-même ayant nié avoir prononcé cette phrase, et même l'avoir pensée.